# クリス・フジワラ
クリス・フジワラ（Chris Fujiwara）は、アメリカ合衆国の映画批評家、音楽家である。日系アメリカ人。
国際映画批評家連盟、全米映画批評家協会、ボストン映画批評家協会の会員であり、国際映画批評家連盟より隔月で刊行されている『Undercurrent』の編集長を務める。主な著書に『The World and Its Double: The Life and Work of Otto Preminger』など。

## 経歴
『Boston Phoenix』で映画批評を執筆したのち、2006年、日本に移り住む。2011年、エディンバラ国際映画祭の芸術監督に就任する。

## 著書
- Jacques Tourneur: The Cinema of Nightfall（1998年）
- The World and Its Double: The Life and Work of Otto Preminger（2008年）
- Jerry Lewis（2009年）